# George Wells Beadle
George Wells Beadle (* 22. Oktober 1903 in Wahoo, Nebraska; † 9. Juni 1989 in Pomona, Kalifornien) war ein US-amerikanischer Biologe und Biochemiker, der sich vorrangig mit Genetik beschäftigte und dafür 1958 den Nobelpreis für Medizin erhielt.

## Leben und Werk
Beadle wurde als Sohn eines Farmers geboren, schloss das College of Agriculture in Lincoln ab und erhielt 1926 an der Universität Nebraska den Grad eines Bachelors. Seinen Magisterabschluss machte er 1927 und ging an die Cornell-Universität in Ithaca.
Er erhielt 1950 den Albert Lasker Award for Basic Medical Research und 1958 gemeinsam mit Edward Lawrie Tatum einen halben Nobelpreis für Medizin und Physiologie. Auszeichnungsgrund war ihre Entdeckung, dass Gene biochemische Vorgänge innerhalb von Zellen regulieren. Die zweite Hälfte des Nobelpreises 1958 ging an Joshua Lederberg. Ebenfalls 1958 erhielt Beadle die Mendel Medal der Genetics Society.
Beadle und Tatum setzten in ihren wissenschaftlichen Untersuchungen den Brotschimmel Neurospora crassa  Röntgenbestrahlungen aus und erzeugten dadurch Mutationen. In einer Reihe von Experimenten konnten sie zeigen, dass durch diese Mutationen Veränderungen spezifischer Enzyme hervorgerufen werden. Diese Experimente führten sie zu der These, dass ein direkter Zusammenhang zwischen Genen und enzymatischen Reaktionen vorliegt. Diese Hypothese wird auch als Ein-Gen-ein-Enzym-Hypothese bezeichnet.
Beadle erhielt 1928 von der University of Nebraska seinen Bachelor of Science. Er promovierte an der Cornell University im Jahre 1931. 1933 arbeitete er mit dem Nobelpreisträger Thomas Hunt Morgan am California Institute of Technology (Caltech) zusammen. Als Professor war er sowohl an der Harvard University als auch an der Stanford University tätig. Die University of Chicago leitete er als Präsident von 1961 bis 1968. 1946 war Beadle Präsident der Genetics Society of America.

## Mitgliedschaft
1944 wurde Beadle in die National Academy of Sciences, 1945 in die American Philosophical Society und 1946 in die American Academy of Arts and Sciences gewählt.

## Veröffentlichungen (Auswahl)
- mit M. Beadle: Genetics and Modern Biology. 1963.
- mit Muriel Barnett Beadle: The Language of Life. An Introduction to the Science of Genetics. Doubleday, New York 1966.
  - deutsche: Die Sprache des Lebens. Eine Einführung in die Genetik. Übersetzt von Hermann Becht. S. Fischer, Frankfurt am Main 1969 (= Conditio humana).
- Sciences and imagination. New York 1976.